# 森特里亚应用科学大学
森特里亚应用科学大学（芬蘭語：Centria-ammattikorkeakoulu），是芬兰的一所应用科学大学。该大学由芬兰教育文化部监督及认证，校区位于芬兰在中波赫扬马区的科科拉、波赫扬马区的雅各布斯塔德以及北波赫扬马区的上維耶斯卡。之前的名字为“中波赫扬马应用科学大学”（Keski-Pohjanmaan ammattikorkeakoulu）。
2018年有525名学生从该校毕业，其中39名取得硕士学位。教职工有320名。2021年时学生数量为3905人。